# Hans Wiesenmüller
Hans Wiesenmüller (* 26. Juni 1936) ist ein ehemaliger deutscher Fußballspieler. Von 1958 bis 1963 absolvierte der Defensivspieler in der damals erstklassigen Oberliga Nord für den VfV Hildesheim 138 Ligaspiele und erzielte dabei fünf Tore. Bei SV Arminia Hannover schlossen sich von 1963 bis 1965 für den zumeist als linker Verteidiger im damaligen WM-System agierenden Abwehrspieler in der zweitklassigen Regionalliga Nord weitere 41 Pflichtspiele mit zwei Toren an.

## Laufbahn
„Sense“ Wiesenmüller entwickelte seine Fußballkarriere bei SV Borussia 06 Hildesheim und sammelte dort auch erste Erfahrungen im Seniorenbereich in der Amateur-Oberliga Ost Niedersachsen. Herausragend waren dabei die Derbys gegen den örtlichen Rivalen VfV Hildesheim. Nach der Saison 1956/57 schloss sich der Verteidiger den Rot-Weißen von der „Johanniswiese“ an und gewann umgehend mit der Mannschaft um Spielführer Leo Zimmermann 1958 die Meisterschaft und zog damit mit dem Verein für Volkssport in die Aufstiegsrunde zur Oberliga Nord ein. Dort setzte er sich unter Trainer Paul Bornefeld mit Mannschaftskameraden wie Werner Krone, Horst Kuschenberg, Paul Noak, Wolfgang Piechotta und Wolfgang Träger gegen die Konkurrenten Heider SV, VfB Oldenburg und Union 03 Altona durch und stieg in die Oberliga Nord auf.
Der von der Presse etwas schnippisch als „Tante Hilde“ bezeichnete VfV gewann das letzte Spiel in der Aufstiegsrunde mit Verteidiger Wiesenmüller am 25. Mai 1958 im Heimspiel vor 10.000 Zuschauern gegen SC Union 03 Altona mit 7:3 und durch das zeitgleiche 2:2 von Heide gegen Oldenburg war damit der Aufstieg perfekt.
Die Bischofsstädter starteten mit einer 0:1-Heimniederlage am 17. August 1958 gegen den VfL Wolfsburg in die Oberliga. Mit Hans Bolchert war ein neuer Torhüter aus Peine zur Mannschaft gekommen. Am Rundenende hatte Wiesenmüller in 28 Einsätzen seine Defensivqualitäten zum Einsatz gebracht und der VfV hatte knapp mit 24:36 Punkten den Klassenerhalt geschafft. Dazu beigetragen hatte wesentlich der Trainerwechsel im Dezember 1958; Ludwig „Pipin“ Lachner hatte Paul Bornefeld abgelöst. In seinem zweiten Oberligajahr, 1959/60, fehlte er lediglich in drei Ligaspielen und bildete überwiegend mit Hans Krone vor Torhüter Bolchert das Verteidigerpaar; der Abwehrblock wurde durch die Läuferreihe mit Paul Noak, Horst Kuschenberg und Wolfgang Träger bestens ergänzt und war somit der Garant für das Erreichen des 7. Tabellenranges. Die Tore des jungen Angreifers Dieter Thun (30-17) und die Regie des unverwüstlichen Zimmermann waren weitere Eckpunkte der deutlichen Verbesserung gegenüber der Premierenrunde 1958/59. Der 2:1-Heimsieg am 30. August 1959 vor 18.000 Zuschauer im Friedrich-Ebert-Stadion gegen den Nordserienmeister Hamburger SV ragte in der Runde heraus. In der dritten Oberligasaison, 1960/61, konnte mit dem achten Tabellenplatz die Leistung des Vorjahres bestätigt werden, obwohl dem HSV mit einem 8:2-Sieg in Hildesheim in großer Deutlichkeit die Revanche für die Vorjahresniederlage gegen den VfV geglückt war. Aber die Heimsiege gegen den Vizemeister Werder Bremen (2:0) und den Tabellendritten VfL Osnabrück (3:1) waren Zeichen einer intakten Hildesheimer Elf. Die Neuzugänge Gerd Bohnsack und Ernst-August Künnecke aus Hannover sowie das Eigengewächs Manfred Hufgard (26 Spiele/13 Tore) hatten die Qualität des Spielerkaders verbessert.
Der Höhepunkt der VfV-Erfolgsgeschichte stellte aber die Runde 1961/62 dar. In das Weltmeisterschaftsjahr 1962 starteten Wiesenmüller und Kollegen am 6. August 1961 mit einem 3:1-Auswärtserfolg beim SC Concordia Hamburg. Wiesenmüller agierte wie gewohnt auf der linken Außenverteidigerposition und der neu vom VfR Osterode gekommene Stürmer Heiner Klose führte sich mit zwei Treffern ein. Spätestens nach dem 1:0-Auswärtserfolg gegen Werder Bremen am 10. September 1961 durch einen Treffer des 33-jährigen Spielführers Zimmermann gehörte Hildesheim zu den Aspiranten für den Kampf um die Spitzenplätze im Norden. Die VfV-Defensive mit Torhüter Werner Gerstle, den Verteidigern Krone/Wiesenmüller und der Läuferreihe mit Noak, Kuschenberg und Träger hatte dabei die Werder-Sturmreihe mit Horst Barth, Willi Schröder, Arnold Schütz, Willi Soya und Klaus Hänel entscheidend in Schach gehalten. Am 13. Spieltag, den 5. November 1961, empfing Hildesheim den mit 22:0 Punkten souveränen Tabellenführer Hamburger SV. Mit 26.000 Zuschauern wurde der Zuschauerrekord im Friedrich-Ebert-Stadion aufgestellt. Leo Zimmermann brachte seine Mannschaft mit zwei Treffern mit 2:0 in Führung und Fred Winkelmann gelang das Tor zum 3:0-Endstand. Den HSV-Angriff um Mittelstürmer Uwe Seeler und Linksaußen Gert Dörfel ausgeschaltet zu haben, war eine eindrucksvolle Leistung der Mannen um Verteidiger Wiesenmüller. Hervorzuheben war die Heimbilanz mit 29:1 Punkten; in den Auswärtsspielen verpasste der VfV mit 13:17 Punkten dagegen den Einzug in die Endrunde um die deutsche Fußballmeisterschaft. Wiesenmüller hatte 28 Ligaspiele absolviert und drei Tore erzielt.
Als Belohnung traten die Bischofsstädter im Intertotocup der Serie 1962/63 gegen Pécsi Dózsa, Blauw Wit Amsterdam und Velez Mostar an. Im letzten Jahr des alten erstklassigen Oberligasystems, 1962/63, belegte der VfV ohne den zu Werder Bremen gewechselten Halbstürmer Dieter Thun den achten Rang. Der letzte Oberligaspieltag wurde am 28./29. April 1963 durchgeführt. Hildesheim gewann mit 3:2 Toren bei Altona 93 und Wiesenmüller hatte nochmals als linker Verteidiger mitgewirkt. Nach der neuen Ligaeinteilung zur Serie 1963/64 musste Hildesheim danach in der zweitklassigen Fußball-Regionalliga Nord antreten. Der Verteidiger nahm aber das Angebot von Arminia Hannover an und wechselte in die Landeshauptstadt.
Mit den „Blauen“ von Arminia Hannover spielte Wiesenmüller eine starke Runde; gemeinsam mit St. Pauli, den „Roten“ von Hannover 96, Altona 93 und Holstein Kiel bestimmten sie das Rennen um die Plätze für die Aufstiegsrunde zur Fußball-Bundesliga. Die Elf vom Bischofsholer Damm hatte neben Verteidiger Wiesenmüller mit Gerhard Elfert, Helmut Kafka, Willi Langemann und Uwe Witt Leistungsträger in ihren Reihen, welche über dem Durchschnitt der Regionalliga angesiedelt waren und dazu noch mit Lothar Ulsaß einen Mann der unbestrittenen Spitzenklasse, welcher für jede Bundesligamannschaft eine Verstärkung bedeutet hätte. Es reichte aber nicht, die ersten zwei Plätze wurden von St. Pauli und dem Lokalrivalen Sechsundneunzig belegt und der SVA musste sich mit dem 3. Rang begnügen. Wiesenmüller hatte in 31 Ligaspielen mitgewirkt. Mit zehn weiteren Regionalligaeinsätzen mit zwei Toren verabschiedete er sich nach der Saison 1964/65 aus dem überregionalen Fußball.